# Natural -World Premiere Album-
Albums de Crystal Kay
4 Real
(2003) Crystal Style
(2005)
Compilations par Crystal Kay
CK5
(2004)
Singles
Natural -World Premiere Album- est la 1recompilation de la chanteuse Crystal Kay, sorti sous le label Sony Music Entertainment Japan le 17 décembre 2003 au Japon. Elle atteint la 34e place du classement de l'Oricon, et reste classé pendant 9 semaines, pour un total de 30 075 exemplaires vendus. Il contient de nombreuses reprises :
- Make Me Whole est une reprise de la chanson homonyme de Amel Larrieux sortie en single en 2000,
- Time after time est une reprise de la chanson homonyme de Cyndi Lauper sortie en single en 1984,
- Over The Rainbow est une reprise de la chanson homonyme de Judy Garland sortie en single en 1939,
- Love of A Lifetime est une reprise de la chanson homonyme de Honeyz sortie en single en 1999,
- Liberty est une reprise de la chanson homonyme de Masayuki Suzuki sortie en single en 1987,
- No More Blue Christmas, est une reprise de la chanson homonyme de Natalie Cole sortie en 1994.

## Liste des titres
| 1.  | Can't be Stopped ~TIL THE SUN COMES UP~ | Nishio Saeko                        | Andreas Levander, Marcus Dermulf et Jonas Nordelius | 4:28 |
| 2.  | Boyfriend ~What Makes Me Fall in Love~  | Saeko Nishio                        | Sylvia Bennett-Smith, Reed Vertelney                | 4:56 |
| 3.  | Time After Time                         | Cyndi Lauper, Rob Hyman             | Cyndi Lauper, Rob Hyman                             | 4:04 |
| 4.  | Make Me Whole                           | Amel Larrieux                       | Amel Larrieux                                       | 5:40 |
| 5.  | Good Morning Sue                        | Shanti Snyder                       | Yōko Kanno                                          | 2:01 |
| 6.  | Love of A Lifetime                      | Laney Stewart, Sylvia Bennett-Smith | Laney Stewart, Sylvia Bennett-Smith                 | 3:57 |
| 7.  | I'm Not Alone                           | T.KURA, Keri Hilson, Emi K.Lynn     | T.KURA, Keri Hilson, Emi K.Lynn                     | 5:18 |
| 8.  | Couldn't Care Less                      | Emi K.Lynn                          |                                                     | 3:48 |
| 9.  | Over The Rainbow                        | E.Y. Harburg                        | Harold Arlen                                        | 3:56 |
| 10. | Fly Away                                | Shanti Snyder                       | Yasushi Ishii                                       | 4:58 |
| 11. | Liberty                                 |                                     |                                                     | 5:22 |
| 12. | No More Blue Christmas'                 | Michael Masser                      | Gerry Goffin                                        | 4:32 |